# Forrest Tucker
Forrest Tucker (ur. 12 lutego 1919 w Plainfield, zm. 25 października 1986 w Los Angeles) – amerykański aktor filmowy i telewizyjny.

## Filmografia
seriale
- 1948: The Chevrolet Tele-Theatre
- 1952: Death Valley Days jako Bob Dalton
- 1963: Prawo Burke’a jako Cyrus Smitz
- 1967: Rawhide
- 1967-1972: Strzały w Dodge City jako John Charron/sierżant Emmett Holly/Will Donavan
- 1972: Columbo jako Bo Williamson
- 1975: Domek na prerii
- 1975: Kojak jako detektyw Paul Zachary
- 1976: The Bionic Woman jako J.T. Connors
- 1980-1983: Statek miłości
- 1984: Napisała: Morderstwo jako Tom Cassidy

film
- 1940: Człowiek z Zachodu jako Wade Harper
- 1942: Submarine Raider jako Pulaski
- 1946: Nigdy nie mów do widzenia jako kapral Fenwick Lonkowski
- 1946: Talk About a Lady jako Bart Manners
- 1946: Roczniak jako Lem Forrester
- 1947: Rewolwerowcy jako  Ben Orcutt
- 1949: Big Cat jako Gil Hawks
- 1949: Piaski Iwo Jimy jako szeregowy Al Thomas
- 1954: Laughing Anne jako Jem Farrell
- 1958: Ciotka Mame jako Beauregard Jackson Pickett Burnside
- 1970: Chisum jako Lawrence Murphy
- 1972: Cancel My Reservation jako Reese
- 1977: Final Chapter: Walking Tall jako dziadek Pusser
- 1987: Łowcy czasu jako Texas John Cody

## Wyróżnienia
Posiada swoją gwiazdę na Hollywoodzkiej Alei Gwiazd.